# Venere Landolina
La Venere Landolina è una scultura marmorea acefala, copia romana di un originale greco della prima metà del I secolo a.C., conservata presso il Museo archeologico di Siracusa.

## Storia e descrizione
La Venere Landolina di Siracusa venne rinvenuta in un ninfeo negli Orti Bonavia poi Giardino Spagna da Saverio Landolina Nava, nel 1804. Bernabò Brea la lodò «per l'eccellenza del modellato, lo squisito trattamento del nudo, di incredibile vivezza e morbidità».
La statua, una Venus pudica, si ispira, come le altre varianti del tema, all'Afrodite cnidia di Prassitele, con particolari similitudini con la Venere capitolina e la Venere de' Medici (solo quest'ultima è un originale greco).
Del tipo landolino si conoscono varie copie, tra cui una completa della testa, ma di fattura più tarda, al Museo archeologico nazionale di Atene, che presenta un'acconciatura uguale a quella della Venere capitolina.
L'opera ritrae Venere al bagno, nella posizione pudica o, più probabilmente, una Venere Anadiomene, cioè nascente. Essa infatti si copre con la destra il seno, ruotando elegantemente la testa, e con la sinistra regge un panno calato sui fianchi (come la Venere di Milo), che si apre teatralmente gonfiato dal vento, rivelando le gambe della dea.
Evidente è la ricerca di una resa naturalistica e idealizzata del corpo femminile nudo, che all'epoca aveva messo in secondo piano i significati sacrali legati alla figura della dea nelle rappresentazioni anteriori.

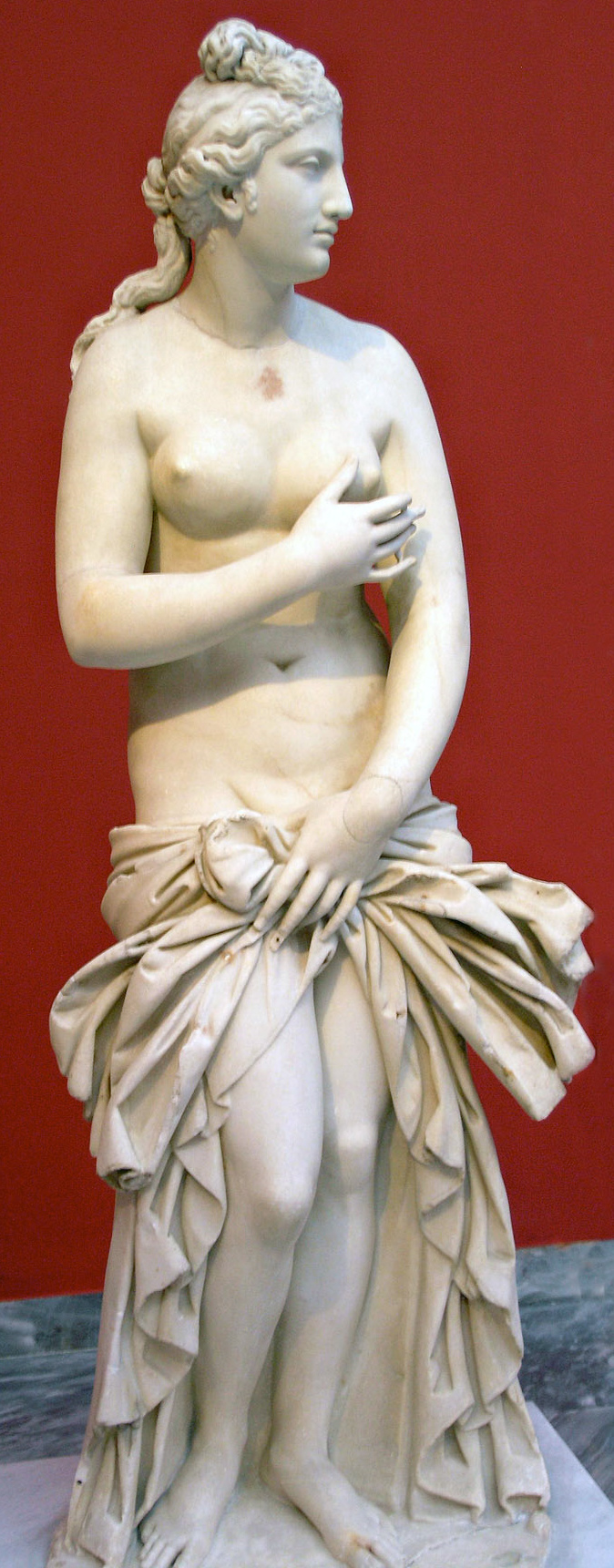
La versione del Museo archeologico nazionale di Atene

Luciano di Samosata testimoniò che prima del II secolo esisteva a Siracusa un tempio dedicato alla divinità pagana.
(I dialoghi e gli epigrammi)

## Maupassant e la Venere Landolina
Nel 1885 Guy de Maupassant effettuò un tour della Sicilia, passando anche da Siracusa dove visitò la Venere Landolina da poco ritrovata. Nel suo Viaggio in Sicilia descrive la statua con commenti entusiasmanti: